# Cành Nàng
Cành Nàng là thị trấn huyện lỵ của huyện Bá Thước, tỉnh Thanh Hóa, Việt Nam.

## Địa lý
Thị trấn Cành Nàng nằm ở trung tâm huyện Bá Thước, có vị trí địa lý:
- Phía đông giáp xã Ái Thượng và xã Hạ Trung
- Phía tây giáp xã Ban Công
- Phía nam giáp xã Thiết Ống
- Phía bắc giáp xã Ban Công.

Thị trấn Cành Nàng có diện tích 25,22 km², dân số năm 2018 là 9.597 người, mật độ dân số đạt 381 người/km².

## Hành chính
Thị trấn Cành Nàng được chia thành 22 khu phố: 1 Lâm Xa, 2 Lâm Xa, 1 Cành Nàng, 2 Cành Nàng, 3 Cành Nàng, 4 Cành Nàng, 5 Cành Nàng, Anh Vân, Cành Nàng, Chu, Đắm, Hồng Sơn, Kim Vân, Lương Vân, Măng, Mòn, Mốt, Nú, Sán, Tráng, Vận Tải, Xuân Long.

## Lịch sử
Địa bàn thị trấn Cành Nàng hiện nay trước đây vốn là hai xã Lâm Xa và Tân Lập thuộc huyện Bá Thước.
Ngày 23 tháng 8 năm 1994, Chính phủ ban hành Nghị định số 92-CP. Theo đó, thành lập thị trấn Cành Nàng trên cơ sở tách một phần diện tích tự nhiên và dân số của xã Lâm Xa.
Đến năm 2018, thị trấn Cành Nàng có diện tích 0,83 km², dân số là 3.437 người, mật độ dân số đạt 4.141 người/km². Xã Lâm Xa có diện tích 11,16 km², dân số là 3.647 người, mật độ dân số đạt 327 người/km². Xã Tân Lập có diện tích 13,23 km², dân số là 2.586 người, mật độ dân số đạt 190 người/km².
Ngày 16 tháng 10 năm 2019, Ủy ban Thường vụ Quốc hội ban hành Nghị quyết số 786/NQ-UBTVQH14 về việc sắp xếp các đơn vị hành chính cấp xã thuộc tỉnh Thanh Hóa (nghị quyết có hiệu lực từ ngày 1 tháng 12 năm 2019). Theo đó, sáp nhập toàn bộ diện tích và dân số của các xã Lâm Xa và Tân Lập vào thị trấn Cành Nàng.

## Giao thông
Thị trấn Cành Nàng nằm dọc theo quốc lộ 217, khá gần điểm nối quốc lộ 217 với quốc lộ 15C.